# Parque nacional Cataratas de Millstream

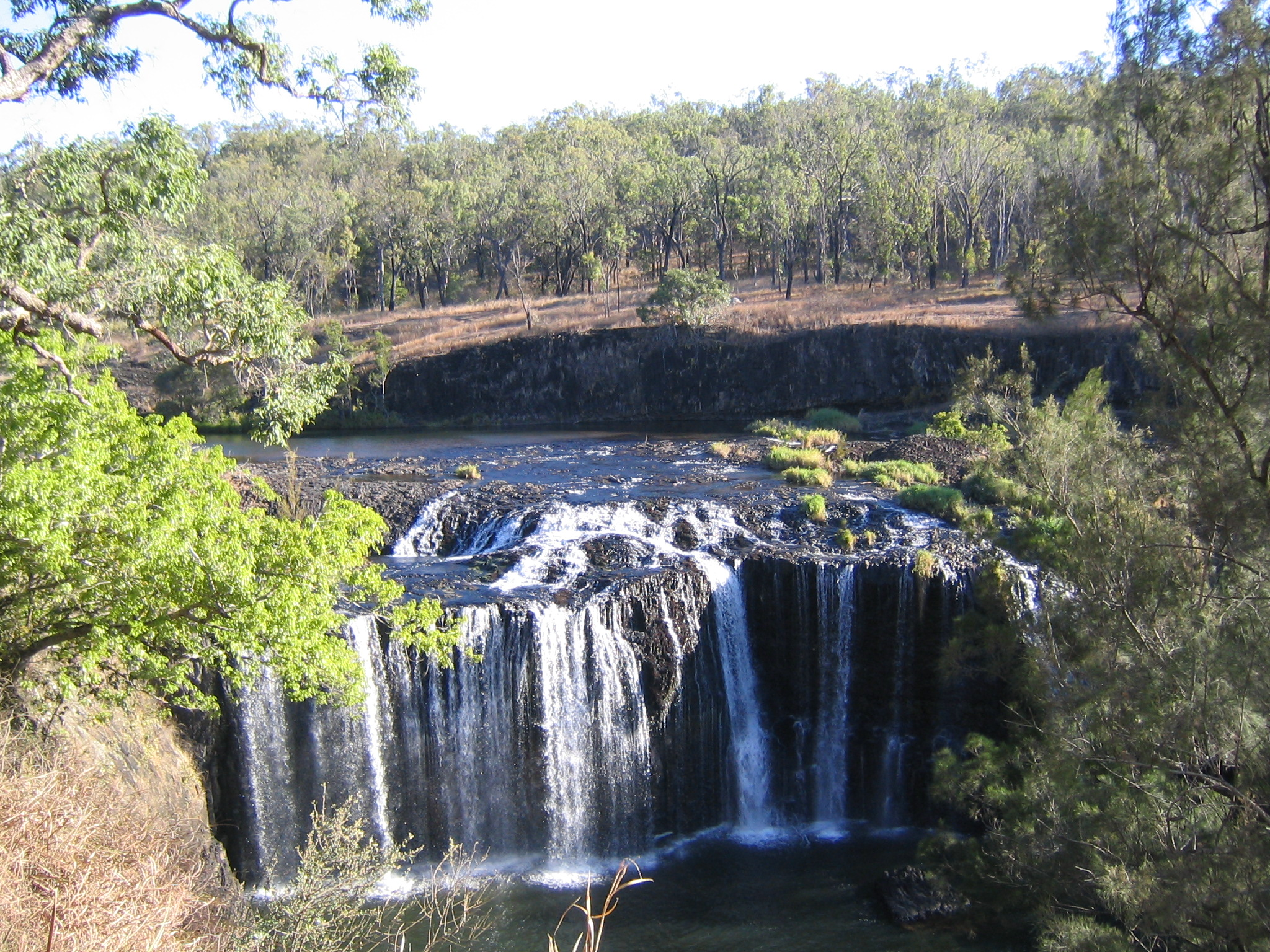
Cataratas Millstream.

Cataratas de Millstream es un parque nacional en Queensland (Australia), ubicado a 1341 km al noroeste de Brisbane.

## Datos
- Área: 3,72 km²
- Coordenadas: 17°37′00″S 145°28′32″E / -17.61667, 145.47556
- Fecha de Creación: 1909
- Administración: Servicio para la Vida Salvaje de Queensland
- Categoría IUCN: II

Véase también:
- Zonas protegidas de Queensland

- Datos: Q1668264
- Multimedia: Millstream Falls National Park / Q1668264